# Vestsjællands Amt
Vestsjællands Amt byl dánský okres. Ležel na západní části ostrova Sjælland. Hlavní město bylo Sorø.

## Města a obce
(počet obyvatel k 1. červnu 2005)
| - Bjergsted (7 988) - Dianalund (7 438) - Dragsholm (13 829) - Fuglebjerg (6 552) - Gørlev (6 550) - Hashøj (6 658) - Haslev (14 828) - Holbæk (35 483) - Hvidebæk (5 520) - Høng (8 402) - Jernløse (5 965) - Kalundborg (20 331) | - Korsør (20 808) - Nykøbing-Rørvig (7 677) - Ringsted (30 939) - Skælskør (11 987) - Slagelse (36 984) - Sorø (15 508) - Stenlille (5 551) - Svinninge (6 552) - Tornved (9 138) - Trundholm (11 408) - Tølløse (9 814) |